# ماري موريسي
ماري موريسي (مواليد 1949) كاتبة الفكر الجديد الأمريكية وناشطة من أجل السلام الدولي. هي كاتبة "بناء مجال أحلامك" الذي يحكي قصة حياتها. وهي أيضًا مؤلفة كتاب "ليس أقل من عظمة"، وهو كتاب عن صنع السلام. في عام 2002 كتبت كتاب الفكر الجديد: الروحانية العملية. وصفها الكاتب الأمريكي واين داير بأنها "واحدة من أكثر المعلمين تفكيرًا في عصرنا".
نشطة منذ سن مبكرة في النشاط الدولي، أسست موريسي جمعية الفكر العالمي الجديد في عام 1995 وكانت أول رئيس لها.   في عام 1997 عملت مع حفيد المهاتما غاندي، آرون غاندي، في بدء الموسم الدولي لمنظمة اللاعنف.   اعتبارًا من يناير 2019، تم الاحتفال بموسم اللاعنف في جميع أنحاء العالم. 

## حياتها المبكرة
ولدت ماري موريسي في بيفيرتون بولاية أوريغون عام 1949. كانت نائبة الرئيس في فصلها عندما كانت في السادسة عشرة من عمرها، لكنها وقعت بعد ذلك في حب طالب جامعي، وحملت وتم فصلها من المدرسة الثانوية لأن حمل المراهقات لم يُقبل. . بعد ولادة طفلها، أصيبت موريسي بمرض شديد من أمراض الكلى وقيل لها إن لديها ستة أشهر فقط للعيش. كانت تعتقد أن السبب هو أنها أنجبت طفلاً في سن مبكرة.

## العمل الإنساني والنشاط
أصبحت موريسي مدرسة، وفي عام 1975 أصبحت قسًا. بدأت تتحدث علنًا في مجالات الفكر الجديد والنمو الروحي والسلام. أصبحت قائدة لمجموعة الفكر الجديد وساعدت في إنشاء المراكز الروحية في جميع أنحاء الولايات المتحدة. وفقًا لواين داير ، كانت إنسانيتها هي التي "أثرت" على الناس.
ناشطة نسوية في الموجة الثانية من الحركة النسائية الأمريكية في السبعينيات، عملت موريسي مع باربرا ماركس هوبارد وجان هيوستن لبدء جمعية الإنسان العالمي. تمت دعوتها لاحقًا لتصبح عضوًا في مجلس القيادة، الذي بدأه جاك كانفيلد.
عملت موريسي مع الدالاي لاما في القضايا المتعلقة بمجموعة السلام العالمي. قابلت نيلسون مانديلا في جنوب إفريقيا واستخدمت لاحقًا تعاليمه للسلام في عملها.
بصفتها ناشطة من أجل السلام الدولي، بدأت هي وأرون غاندي موسم اللاعنف. كجزء من عملها في Season for Nonviolence، طُلب من موريسي إلقاء خطابات للأمم المتحدة، أولاً حول إنهاء العنف، ثم فيما بعد حول الحاجة إلى أجندة سلام دولي. نما موسم اللاعنف ليتم تدريسه عالميًا. تم تدريسه في المدارس والجامعات. اعتبارًا من يناير 2019، كان موسم اللاعنف موجودًا في أنظمة التعليم حول العالم.

## قضايا مركز الإثراء الحي
كانت موريسي مؤسسة مركز الإثراء الحي في ولاية أوريغون. في عام 2004، أعلنت هي وزوجها السابق أنهما مدينان. أدى هذا إلى ظهور الأخبار وطلبت ماري المغفرة لقيادة أتباعها للمجازفة بأموالهم. ووافقت على دفع أكثر من 10 ملايين دولار للحكومة لتسوية قضية الديون. طلقت موريسي زوجها في وقت لاحق وعملت بجد على مدى السنوات الـ 14 التالية لتسديد ديونها. لقد دفعت كل ذلك في عام 2018.

## الكتب

### بناء مجال أحلامك(1996)
يحكي كتاب بناء مجال أحلامك عن الصعوبات التي واجهتها موريسي كأم مراهقة. وصفت دار النشر الأسبوعية الكتاب بأنه "صادق" (طيب) وقد تم قبول الكتاب من قبل مجتمع التنمية الذاتية، حيث كتب واين داير أن الكتاب "يتألق" (يلمع براق) والمؤلف جاي هندريكس يصف الكتاب بأنه "منبع الحكمة الروحية. "(مكان لاكتساب المعرفة) وصفت مجلة بينينسولا ديلي نيوز الكتاب بأنه "ميتافيزيقي كلاسيكي". (كتاب رائع) في كتابه فن الوجود، كتب الكاتب دينيس ميريت جونز أن بناء مجال أحلامك كان من بين الأشياء الموصى بها القراءة للقراء المهتمين بتطوير الذات. كتبت الكاتبة Tess Keehn، في Alchemical Inheritance، أن بناء مجال أحلامك كان مهمًا في مساعدتها على إنشاء "لوحات رؤية". (الأحلام) كتبت الكاتبة Sage Bennet في Wisdom Walk أن كتاب موريسي يمكن أن يساعد في التعرف على الفكر الجديد. نسختها الإسبانية معروفة في مجال الروحانية.

### ما لا يقل عن العظمة(2001) زوجان couple
كانت العلاقات مهمة في تعاليم موريسي، حيث تحدثت عن شخصيات من الذكور والإناث. على مر السنين، كتبت موريسي مقالات في الصحف والمجلات، وكتبت عن العلاقات. في كتابها، ليس أقل من العظمة: العثور على الحب المثالي في العلاقات غير الكاملة، كتبت موريسي عن "بناء العلاقات". (تكوين الصداقات) تم تدريس الكتاب في جميع أنحاء العالم. وصف الكاتب غاري زوكاف الكتاب بأنه "عملي وملهم" ، وكتبت الكاتبة ماريان ويليامسون أن الكتاب "يجب أن يكون صديقًا لكل زوجين" (دليل للأزواج). كتب روبرت لاكروس أن ليس أقل من العظمة كان موردا موصى به في كتابه التعلم من الطلاق. أوصى الكاتب دينيس جونز بالكتاب في كتابه عام 2008 فن الوجود ..

### فكر جديد: روحانية عملية(2002)
استخدمت موريسي جملًا من الكتاب المقدس في تعاليمها، بالإضافة إلى التلمود والتاو تي تشينج وثورو وغيرها. رغبًا في إظهار حركة الفكر الجديد في طبيعة بسيطة، كتبت موريسي كتاب الفكر الجديد: الروحانية العملية. تم نشر الكتاب بواسطة Penguin في عام 2002، وقد تم تأليف الكتاب من مقالات قصيرة من 40 من قادة الفكر الجديد. تم استخدام الكتاب للعمل الأكاديمي: في كتاب "العلاجات النفسية البديلة"، أشار جان ميرسر إليه باعتباره كتابًا رئيسيًا لفهم "الانخراط في العالم الروحي". في كتاب جونز وبارتليت لعام 2009، الروحانية والصحة والشفاء، كتب المؤلفان يونغ وكوبسن أن فكر موريسي الجديد كان مهمًا لفهم الفرق بين حركة الفكر الجديد والعصر الجديد، حيث كتبوا أن "الفكر الجديد ليس عصرًا جديدًا". كتب العديد من الكتب البحثية، بما في ذلك Gurus of Modern Yoga في مطبعة جامعة أكسفورد، أن كتاب Morrissey's New Thought كان كتابًا مهمًا في المساعدة على فهم مجموعة الفكر الجديد.

### كتابات أخرى
كتبت موريسي على مر السنين مقالات في الصحف والمجلات والكتب. كتبت لمجلة النجاح. نُشرت الجمل المأخوذة من كتبها في مجلات دولية، وكذلك في كتب. كُتبت كتاباتها في كتب المساعدة الذاتية، وكتب التعاليم المسيحية، وكتب عن الحقوق والعمل والسعادة. أحيانًا تفتح سلسلة شوربة الدجاج من أجل الروح لسيمون وشوستر فصولًا بجملها.
بصفتها معلمة، تحظى بالاحترام لإلهامها في كتابة العديد من الكتب، بما في ذلك The Conscious Heart، و The Art of Being، و The Inspired Life، و Small Pleasures، و 12 شرطًا للمعجزة، والشفاء من الاكتئاب، والطاقة الإيجابية، وتسعين ثانية إلى الحياة. أنت تحب الجحيم والعودة والآخرين. جعلتها سهولة موريسي في الكتابة ، وفقًا لكتاب ألان كوهين التعامل مع الصلاة ، "واحدة من أكثر الوزراء احترامًا في حركة الفكر الجديد". ظهرت تعاليمها في الكتب حول العالم. تحظى باحترام كبير في روسيا ، وكذلك في الشرق الأقصى، حيث تدرس تعاليمها في إندونيسيا والصين.

## الظهور الإعلامي
في الراديو، استخدمت موريسي البث من أجل "إحداث فرق في العالم." سجلت العديد من البرامج الصوتية، بما في ذلك القوانين الإحدى عشرة المنسية مع بوب بروكتور.
ظهرت في برنامج تلفزيوني خاص على قناة PBS مدته ساعتان بعنوان: Building Dreams، والذي كان مبنيًا على كتابها Building Your Field of Dreams. كانت برامجها على العديد من القنوات، بما في ذلك محطات التلفزيون NBC. في السينما، كانت من أوائل الداعمين للسينما الروحية، وظهرت في الأفلام الوثائقية. في عام 2005 ظهرت في The Moses Code. في عام 2007 ظهرت في Living Luminaries. الفيلم مدرج ضمن أفضل الأفلام الوثائقية الروحية المنتجة. في عام 2009 شاركت في فيلم Beyond the Secret إلى جانب Les Brown. في عام 2010 ظهرت في فيلم Discover the Gift جنبًا إلى جنب مع الدالاي لاما. في نفس العام ظهرت أيضًا في فيلم The Inner Weigh. في عام 2014 ظهرت في فيلم Sacred Journey of the Heart الذي فاز بجائزة أفضل فيلم في مهرجان 2014 السينمائي الدولي للبيئة والصحة والثقافة.
حصد حديثها في TEDx لعام 2016، The Hidden Code لتحويل الأحلام إلى واقع، أكثر من مليون مشاهدة على YouTube.

## النقد
في كتابه، طب الظل: الدواء الوهمي في العلاجات التقليدية والبديلة، حذر جون س. هالر من أن التعاليم الأخرى في الطب، مثل تعليم ماري موريسي، لا ينبغي اعتبارها بديلاً عن الطب العادي.